# Elmer Lach
Vous lisez un « bon article » labellisé en 2013.
Temple de la renommée : 1966
Elmer James Lach (né le 22 janvier 1918 à Nokomis, ville de la province de la Saskatchewan au Canada - mort le 4 avril 2015 à Kirkland, dans la province de Québec au Canada) est un joueur professionnel de hockey sur glace. Il joue toute sa carrière professionnelle avec les Canadiens de Montréal dans la Ligue nationale de hockey et remporte avec eux la Coupe Stanley à trois reprises en 1944, 1946 et 1953. En 1945, il remporte le trophée Hart, ainsi que le championnat des pointeurs de la LNH avec 80 points, avant de gagner le premier trophée Art-Ross remis par la LNH en 1948. Il fait partie de la Punch Line avec Toe Blake et Maurice Richard. Il est intronisé au Temple de la renommée du hockey en 1966 alors que son chandail numéro 16 est retiré au cours de la cérémonie du Centenaire des Canadiens en même temps que le 3 d'Émile Bouchard, le 4 décembre 2009.

## Biographie

### Ses débuts
Elmer Lach est né à Nokomis, une ville à 133 kilomètres au nord de Regina et il commence sa carrière en jouant dans la Southern Saskatchewan Junior Hockey League avec les Abbotts de Regina. Il joue les deux saisons suivantes avec les  Beavers de Weyburn dans la Saskatchewan Senior Hockey League puis il rejoint les Millers de Moose Jaw dans la même ligue.
Au cours de la saison 1937-1938, il est le meilleur joueur de la ligue au chapitre des passes décisives,. Lors de la saison suivante, il joue avec son équipe la Coupe Allan mais ils sont éliminés avant la finale.
En 1940, il est invité au camp d'entraînement des Canadiens de Montréal de la Ligue nationale de hockey et il parvient à séduire les dirigeants de l'équipe dont Dick Irvin est l'entraîneur. Il signe son premier contrat avec la franchise pour la saison 1940-1941 de la LNH le 24 octobre 1940.

### Les débuts dans la LNH et la première Coupe Stanley

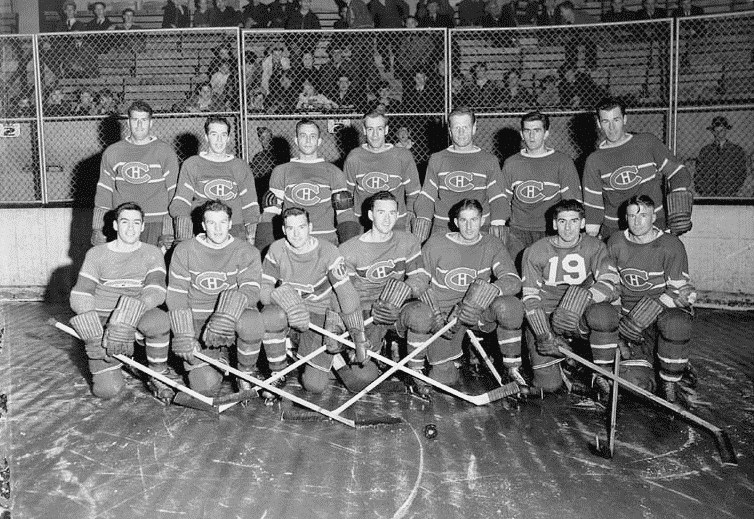
Les Canadiens de Montréal, octobre 1942
(Lach : rangée de devant, 3e à partir de la droite).

À l'issue de sa première saison dans la LNH, Lach comptabilise 21 points et aide son équipe à finir à la sixième place du classement général, la dernière qualificative pour les séries éliminatoires de la Coupe Stanley. Sa saison suivante avec les Canadiens se résume à un seul match puisqu'il se blesse au coude dès le premier match.
Bien que n'ayant récupéré que 60 % de la mobilité de son coude, Lach commence la saison 1942-1943 au centre d'une nouvelle ligne décidée par Dick Irvin ; il est alors associé à Tony Demers sur l'aide droite et à gauche à Maurice Richard qui fait ses débuts au sein de l'équipe des Canadiens. Dès le premier match, les trois joueurs font parler d'eux lors de la victoire 3-1 face aux Bruins de Boston : au bout de seulement 36 secondes de jeu, Lach passe à Richard qui sert à son tour Demers qui ouvre le score. Malgré ces bons débuts, Richard se brise la cheville au bout de 16 matchs. Lach porte pour la première année le numéro 16 et il finit deuxième meilleur pointeur de son équipe, un point derrière Toe Blake ; il est également le huitième meilleur réalisateur de toute la ligue.
Les deux joueurs sont alignés ensemble au début de la saison suivante, Richard venant compléter le trio. Lach finit la saison à la cinquième place du classement des meilleurs pointeurs totalisant 72 points avec 24 buts et 48 passes. Très vite la ligne est surnommée la Punch Line en référence à sa capacité à inscrire des buts. Ainsi, lors du dernier match du calendrier, les Canadiens l'emportent 11 à 2 contre New York et les joueurs de la Punch Line récoltent huit points. L'équipe ne concède pas une seule défaite de la saison dans le Forum pour trois parties nulles et 22 victoires.
L'équipe des Canadiens de Montréal termine à la première place du classement et joue le premier tour des séries contre les Maple Leafs de Toronto. Les Canadiens remportent la série quatre matchs à un ; au cours de ce tour, Richard compte 12 buts, Lach 11 passes et Blake 18 points.
Les Canadiens jouent la finale de la Coupe Stanley 1944 contre les Black Hawks de Chicago, dernière équipe qualifiée pour les séries. Les joueurs du Québec remportent les trois premières rencontres mais sont menés 4-1 lors de la quatrième au début de la troisième période, le seul but de Montréal ayant été marqué par Lach. Hués par les spectateurs qui pensent les Canadiens veulent faire durer la série finale, les membres de la Punch Line permettent à leur équipe de revenir au score avec un autre but de Lach et deux réalisations de Richard. En prolongation, la Coupe Stanley revient aux Canadiens, la cinquième de leur histoire, grâce à un but de Blake. Malgré la victoire en finale, seul le gardien de l'équipe, Bill Durnan, est sélectionné dans la première équipe d'étoiles de la LNH alors que Richard, Émile Bouchard et Lach sont sélectionnés dans la seconde.

### Le meilleur joueur de la LNH puis la deuxième Coupe Stanley

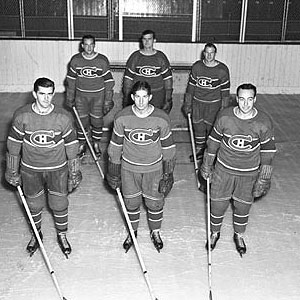
Six joueurs des Canadiens de Montréal dont les joueurs de la Punch Line au premier rang : Richard, Lach et Blake.

La saison 1944-1945 de la LNH est une nouvelle fois dominée par les Canadiens de Montréal et leur ligne d'attaquants. Ainsi, Richard devient le premier joueur de l'histoire à inscrire 50 buts en 50 matchs mais Blake et Lach font également parler d'eux. Ainsi, les trois joueurs prennent les trois premières places du classement des meilleurs pointeurs avec 80 points pour Lach, 26 buts et 54 passes, 73 pour Richard et 67 pour Blake. Les 54 passes sont un nouveau record sur une saison de la LNH et Elmer Lach est récompensé à la fin de celle-ci en recevant le trophée Hart remis au meilleur joueur,.
Les Canadiens terminent la saison à la première place de la LNH mais ils sont surpris lors du premier tour des séries et perdent quatre rencontres à deux contre les Maple Leafs de Toronto. Malgré cette élimination précoce, ils sont mis en avant par la LNH en prenant cinq des six places de la première équipe d'étoiles par l'intermédiaire de Durnan, Bouchard, Blake, Richard et Lach.
L'équipe 1945-1946 est toujours menée par la Punch Line, Blake terminant avec 50 points, deux de plus que Richard et trois de plus que Lach. Lach est le huitième pointeur de la LNH, classement qui est dominé par Max Bentley de Chicago. Les Canadiens jouent les séries éliminatoires et éliminent les Black Hawks au cours du premier tour sur le score de quatre matchs à zéro. Ils remportent par la suite leur sixième Coupe Stanley, la deuxième pour Lach, en battant les Bruins en cinq rencontres alors que la série se joue au meilleur des sept matchs. Le but de la victoire de la finale est inscrit par Blake qui est servi par Lach ; ce dernier termine meilleur pointeur des séries avec 17 points et il est nommé dans la seconde équipe d'étoiles de la LNH.
Lach se blesse au cours de la saison 1946-1947 de la LNH ; lors d'une rencontre contre Toronto, le 6 février 1947, il se fracture le crâne après avoir reçu une mise en échec de la part de Don Metz. Il manque alors le reste de la saison et l'intégralité des séries de son équipe qui perd en finale 4-2 contre Toronto. Lach revient tout de même au jeu pour la saison 1947-1948 et finit à la première place du classement des pointeurs pour la deuxième fois de sa carrière devançant Buddy O'Connor d'un seul point. Il comptabilise alors 61 points et ne manque pas une seule partie de son équipe. Il est le premier joueur de l'histoire de la LNH à se voir remettre le nouveau trophée Art-Ross allant avec le meilleur total de points de la saison,. La Punch line n'est cependant plus au meilleur de sa forme puisque Blake ne joue que 32 matchs, victime d'une double fracture à la cheville droite. Avec seulement 20 victoires au cours de la saison, les Canadiens manquent les séries éliminatoires. À titre personnel, en plus du trophée Art-Ross, Lach est élu dans la première équipe d'étoiles de la LNH.

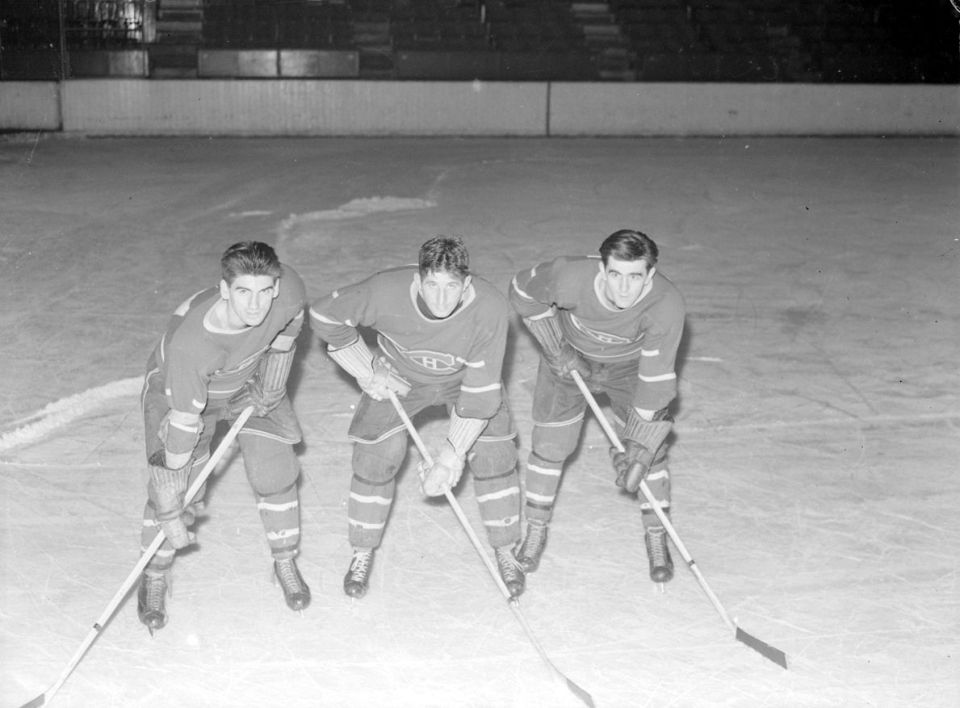
Le Broken Bone Line : Tony Demers, Elmer Lach et Maurice Richard au Forum de Montréal en 1942.

Les joueurs de Montréal retrouvent les séries lors de la saison suivante mais ils sont éliminés en demi-finale en sept rencontres par les Red Wings de Détroit, meilleure équipe de la saison régulière. Lach manque une nouvelle fois une bonne partie de la saison et se blesse à deux reprises à la mâchoire ; début avril 1949, il annonce prendre sa retraite à l'âge de 31 ans. Malgré tout, le joueur de la Saskatchewan revient au jeu pour la saison 1949-1950 de la LNH. Le 14 octobre, il inscrit le 400e point de sa carrière dans la LNH puis joue son 400e match en janvier. Il manque seulement six rencontres de la saison de son équipe et il se place juste derrière Richard au classement des pointeurs des Canadiens avec 48 points. Deuxièmes du classement, les Canadiens sont favoris face aux Rangers de New York mais Pentti Lund, joueur finlandais des Rangers, réalise un marquage efficace sur Richard tout au long de la série ne lui laissant inscrire qu'un seul but alors que les joueurs de New York s'imposent quatre matchs à un.

### Des défaites en finale mais le meilleur pointeur de la LNH
Au cours de la saison 1950-1951 de la LNH, Lach est deuxième pointeur de son équipe, 21 points derrière les 66 de Richard,. Troisièmes de la saison régulière, les Canadiens jouent les séries en étant opposés au premier tour à Détroit, meilleure équipe de la saison régulière, qu'ils éliminent en six rencontres 4-2. Ils accèdent ainsi à la finale de la Coupe Stanley contre Toronto mais sont défaits 4-1.
Avec 50 mentions d'aide lors de la saison suivante, Lach est le meilleur de la ligue à cet exercice et, avec 65 points, se classe même troisième pointeur de toute la LNH derrière Gordie Howe et Ted Lindsay de Détroit, auteurs de 86 et 69 points. Au cours de cette saison, Lach décroche de nombreux records : en début de saison, il joue son 500e match dans la LNH, puis il devient le premier joueur des Canadiens de Montréal à passer la barre des 500 points et enfin, le 23 février, il inscrit le 549e point de sa carrière devenant ainsi le meilleur pointeur de l'histoire de la ligue. Une soirée spéciale a lieu pour l'honorer le 8 mars 1952 ; il y reçoit de nombreux cadeaux dont une Oldsmobile. Deuxièmes de la saison régulière derrière les Red Wings, les joueurs du Québec remportent le premier tour contre les Bruins de Boston mais contrairement à la saison précédente, les Red Wings ne se laissent pas surprendre par les Canadiens et remportent la finale en quatre rencontres dont deux blanchissages de Terry Sawchuk et avec seulement un but pour Montréal dans chacune des autres rencontres.

### La troisième Coupe Stanley
Avec 41 points à la fin de la saison, Lach n'est que le troisième pointeur de Montréal en 1952-1953 alors qu'au début de la saison, Richard devient le meilleur buteur de l'histoire de la Ligue. La LNH est toujours menée par Howe qui comptabilise 95 points, le plus haut total de points alors jamais atteint par un joueur.
Deuxièmes de la saison régulière, les Canadiens ont tout de même du mal à venir à bout des Black Hawks de Chicago qui après cinq rencontres mènent trois matchs à deux. Finalement ce sont les Canadiens qui remportent leur billet pour la finale en battant Chicago sur le score de 4-1 lors du septième match. La finale se joue contre les Bruins de Boston et Montréal remporte la première manche sur le score de 4-2 ; les joueurs de Boston gagnent le deuxième match 4-1 mais concèdent deux nouvelles défaites sur leur glace. Le cinquième et dernier match de la série a lieu le 16 avril 1953 et après les trois périodes de jeu aucun des deux gardiens n'a concédé le moindre but. Après 1 min 22 s dans la prolongation, Lach sur un service de Richard inscrit le but de la victoire et de la Coupe Stanley pour les Canadiens ; les deux joueurs se jettent dans les bras l'un de l'autre et sous l'impact, Lach se casse le nez,.
Au début de la saison 1953-1954 de la LNH, mi-octobre, Lach devient le premier joueur des Canadiens à dépasser la barre des 600 points en carrière mais il se blesse à la cheville fin novembre. Le 12 décembre, alors qu'il est toujours absent de la glace, il est dépassé au nombre de points par Richard. Lach ne participe finalement qu'à une cinquantaine de rencontres avec 25 points dont 5 buts.
Les Red Wings de Détroit finissent une nouvelle fois en tête du classement de la saison régulière mais avec seulement sept points d'avance sur les Canadiens, deuxièmes. Ces derniers éliminent les Bruins en demi-finale des séries en remportant les quatre rencontres avec deux blanchissages et seulement quatre buts concédés contre seize inscrits. Détroit et Montréal sont opposés en finale de la Coupe et après quatre rencontres, les joueurs de Détroit sont devant avec trois victoires contre une défaite. Les Canadiens retardent l'échéance en remportant les deux matchs suivants mais Détroit est sacré champion de la Coupe Stanley après le septième match et une victoire en prolongation 2-1. Lach ne participe qu'à quatre rencontres des séries et finalement le 19 avril 1954, il met fin à sa carrière après 14 saisons dans la LNH, 664 matchs, 623 points inscrits et 3 Coupes Stanley. Avec 408 mentions d'aides, il est alors meneur de la LNH pour cette statistique.

### Après-carrière
À la suite de cette retraite, il accepte le poste d'entraîneur du Canadien junior de Montréal pour la saison 1953-1954 ; il a alors sous sa direction Henri Richard, frère de son ancien coéquipier et future vedette des Canadiens de la LNH. En 1956-1957, il est derrière le banc des Royaux de Montréal.
Dix ans plus tard, il est intronisé au Temple de la renommée du hockey puis en 1998, il est élu 68e meilleur joueur de tous les temps de la LNH par le journal spécialisé, The Hockey News. Enfin, au cours des saisons 2008-2009 et 2009-2010, les Canadiens fêtent leur Centenaire. Toute une série de joueurs sont mis en avant par l'équipe pour leur carrière et ainsi, le 4 décembre, son numéro de chandail, le 16, est retiré. Le numéro 16 est en réalité doublement retiré puisque juste après la retraite d'Elmer Lach, un autre joueur porte le numéro 16 et deviendra célèbre au point d'avoir lui aussi son numéro retiré : Henri Richard.

## Palmarès
- 1943-1944 :

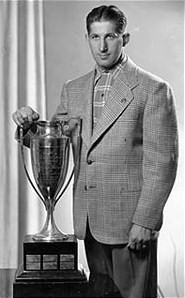
Elmer Lach et le trophée Hart en 1945.

  - première coupe Stanley avec les Canadiens de Montréal
  - sélectionné dans la seconde équipe d'étoiles
- 1944-1945 :
  - trophée Hart
  - meilleur pointeur de la LNH
  - sélectionné dans la première équipe d'étoiles
- 1945-1946 : 
  - deuxième coupe Stanley avec les Canadiens de Montréal
  - sélectionné dans la seconde équipe d'étoiles
- 1947-1948 :
  - trophée Art-Ross
  - joue le Match des étoiles[2]
  - sélectionné dans la première équipe d'étoiles
- 1951-1952 :
  - joue le Match des étoiles[2]
  - sélectionné dans la première équipe d'étoiles
- 1952-1953 :
  - joue le Match des étoiles[2]
  - troisième Coupe Stanley avec les Canadiens de Montréal
- 1966 : intronisé au Temple de la renommée du hockey en tant que joueur
- 4 décembre 2009 : retrait de son chandail numéro 16 par les Canadiens de Montréal dans le cadre des cérémonies du centième anniversaire de l'équipe.

## Statistiques
| Saison     | Équipe                | Ligue       |     | Saison régulière | Saison régulière | Saison régulière | Saison régulière | Saison régulière |    | Séries éliminatoires | Séries éliminatoires | Séries éliminatoires | Séries éliminatoires | Séries éliminatoires |
| Saison     | Équipe                | Ligue       | PJ  | B                | A                | Pts              | Pun              | PJ               | B  | A                    | Pts                  | Pun                  |                      |                      |
| 1935-1936  | Abbotts de Regina     | SSJHL       | 2   | 0                | 1                | 1                | 2                | 4                | 3  | 0                    | 3                    | 6                    |                      |                      |
| 1936-1937  | Beavers de Weyburn    | SSHL        | 23  | 16               | 6                | 22               | 27               | 3                | 0  | 1                    | 1                    | 4                    |                      |                      |
| 1937-1938  | Beavers de Weyburn    | SSHL        | 22  | 12               | 12               | 24               | 44               | 3                | 2  | 1                    | 3                    | 0                    |                      |                      |
| 1938-1939  | Millers de Moose Jaw  | SSHL        | 29  | 17               | 20               | 37               | 23               | 10               | 6  | 4                    | 10                   | 8                    |                      |                      |
| 1939-1940  | Millers de Moose Jaw  | SSHL        | 30  | 15               | 29               | 44               | 20               | 8                | 5  | 9                    | 14                   | 12                   |                      |                      |
| 1939-1940  | Millers de Moose Jaw  | Coupe Allan | -   | -                | -                | -                | -                | 3                | 1  | 1                    | 2                    | 4                    |                      |                      |
| 1940-1941  | Canadiens de Montréal | LNH         | 43  | 7                | 14               | 21               | 16               | 3                | 1  | 0                    | 1                    | 0                    |                      |                      |
| 1941-1942  | Canadiens de Montréal | LNH         | 1   | 0                | 1                | 1                | 0                |                  |    |                      |                      |                      |                      |                      |
| 1942-1943  | Canadiens de Montréal | LNH         | 45  | 18               | 40               | 58               | 14               | 5                | 2  | 4                    | 6                    | 6                    |                      |                      |
| 1943-1944  | Canadiens de Montréal | LNH         | 48  | 24               | 48               | 72               | 23               | 9                | 2  | 11                   | 13                   | 4                    |                      |                      |
| 1944-1945  | Canadiens de Montréal | LNH         | 50  | 26               | 54               | 80               | 37               | 6                | 4  | 4                    | 8                    | 2                    |                      |                      |
| 1945-1946  | Canadiens de Montréal | LNH         | 50  | 13               | 34               | 47               | 34               | 9                | 5  | 12                   | 17                   | 4                    |                      |                      |
| 1946-1947  | Canadiens de Montréal | LNH         | 31  | 14               | 16               | 30               | 22               |                  |    |                      |                      |                      |                      |                      |
| 1947-1948  | Canadiens de Montréal | LNH         | 60  | 30               | 31               | 61               | 72               |                  |    |                      |                      |                      |                      |                      |
| 1948-1949  | Canadiens de Montréal | LNH         | 36  | 11               | 18               | 29               | 59               | 1                | 0  | 0                    | 0                    | 4                    |                      |                      |
| 1949-1950  | Canadiens de Montréal | LNH         | 64  | 15               | 33               | 48               | 33               | 5                | 1  | 2                    | 3                    | 4                    |                      |                      |
| 1950-1951  | Canadiens de Montréal | LNH         | 65  | 21               | 24               | 45               | 48               | 11               | 2  | 2                    | 4                    | 2                    |                      |                      |
| 1951-1952  | Canadiens de Montréal | LNH         | 70  | 15               | 50               | 65               | 36               | 11               | 1  | 2                    | 3                    | 4                    |                      |                      |
| 1952-1953  | Canadiens de Montréal | LNH         | 53  | 16               | 25               | 41               | 56               | 12               | 1  | 6                    | 7                    | 6                    |                      |                      |
| 1953-1954  | Canadiens de Montréal | LNH         | 48  | 5                | 20               | 25               | 28               | 4                | 0  | 2                    | 2                    | 0                    |                      |                      |
| Totaux LNH | Totaux LNH            | Totaux LNH  | 664 | 215              | 408              | 623              | 478              | 74               | 19 | 45                   | 64                   | 36                   |                      |                      |